# Королёвка (Казатинский район)
Королёвка (укр. Королівка) — село на Украине, находится в Казатинском районе Винницкой области. Расположено на реке Раставице.
Код КОАТУУ — 0521483406. Население по переписи 2001 года составляет 39 человек. Почтовый индекс — 22142. Телефонный код — 4342.
Занимает площадь 0,397 км².

## Адрес местного совета
22146, Винницкая область, Казатинский р-н, с.Кордышевка, ул.Ленина, 4